# جون لويد ميلر
جون لويد ميلر (بالإنجليزية: John Lloyd Miller)‏ هو كاتب سيناريو ومخرج أمريكي، ولد في القرن العشرين في إليزابيث في الولايات المتحدة.

## وصلات خارجية
- الموقع الرسمي
- جون لويد ميلر على موقع IMDb (الإنجليزية)
- جون لويد ميلر على موقع كينوبويسك (الروسية)